# Garde nationale du Mexique
La garde nationale du Mexique (en espagnol : Guardia Nacional de México) est une institution armée de nature civile, chargée des mêmes missions que la police nationale des États-Unis mexicains, en garantissant la sécurité publique au nom de l’État fédéral.
Le secrétaire à la Sécurité publique est chargé du commandement de l'institution, qu'il exerce à l'aide du commandant de la garde nationale. Cette organisation est en fait hybride, puisque l'entraînement et la discipline sont assurés par le secrétariat de la Défense nationale (SEDENA) et le secrétariat à la Marine (SEMAR) et son commandement par le secrétariat à la Sécurité publique et à la Protection citoyenne.
Il est prévu que les polices militaires, navales et fédérales soient absorbées par la garde nationale, et que toutes ces institutions soient fusionnées en une seule.
Cette institution a été proposée initialement par le président Andrés Manuel López Obrador et modifiée par le Congrès de l'Union. Elle est définitivement approuvée le 28 février 2019 par le Parlement fédéral, puis le 13 mars par les parlements fédérés. La garde nationale est officiellement créée le 26 mars avec la publication de l'arrêté de réforme constitutionnelle dans le Journal officiel de la Fédération.

## Histoire

### Antécédents
La garde nationale mexicaine existe constitutionnellement depuis le XIXe siècle, et elle est considérée comme la première organisation citoyenne du Mexique à avoir un grand poids national. Cette garde nationale est aussi appelée garde nationale méritoire.

### Création
Pendant la phase de transition entre l'élection et la prise de fonction du nouveau président Andrés Manuel López Obrador, celui-ci annonce le 14 novembre 2018 son intention de créer un nouveau corps de sécurité, baptisé « garde nationale ». Sa mise en œuvre nécessite la modification de neuf articles de la Constitution fédérale de 1917 (10, 16, 21, 31, 35, 36, 73, 76, et 89).
Après son dépôt à la Chambre des députés un mois plus tard, le député Mario Delgado, coordonnateur du parti présidentiel Morena au sein de l'assemblée, annonce des modifications à venir. Des auditions publiques sont ensuite menées, conduisant à de nouvelles propositions de changements qui sont envoyées sous forme de rapports au Sénat de la République,.
Le Sénat a approuvé à l'unanimité le projet. Il l'a renvoyé à nouveau à la Chambre des Députés, qui l'ont approuvé à la majorité absolue.
Pour être approuvée en tant que réforme constitutionnelle, il est nécessaire d'obtenir l'approbation d'au moins 17 législatures locales, ce qui a été accompli dès le 6 mars avec l'obtention de l'approbation des États de Sinaloa, de Guerrero, de Chiapas, de Campeche, du Tabasco, de Nuevo León, de Colima, de Zacatecas, d'Hidalgo, de Querétaro, de Mexico, de Durango, de Tlaxcala, de Basse-Californie du Sud, de Quintana Roo, de Puebla et de Tamaulipas, pour finir approuvé à l'unanimité par les 32 États fédérés le 13 mars,.
Dans un premier temps, elle est composée des membres de la police militaire, navale et fédérale, auxquels s’ajouteront 20 000 recrues civiles d’ici la fin de 2019. Quant à l’armée, elle est autorisée à appuyer la garde nationale seulement durant les cinq prochaines années de son existence.
Le 25 juillet 2021 le président Andrés Manuel López Obrador annonce un crédit supplémentaire de 50 milliards de pesos
(soit environ 2,5 milliards de dollars américains) destinés au renforcement de l'institution et de son extension sur le territoire national.

### Absorption d'autres institutions
Le 30 juin, lors d'une cérémonie intitulée Déploiement pour la Paix (Despliegue por la Paz), devant dix-mille membres de la garde nationale, au Campo Marte à Mexico, le président Andrés Manuel López Obrador (surnommé Amlo), le secrétaire à la Marine José Rafael Ojeda Durán, le secrétaire à la Défense nationale Luis Cresencio Sandoval González, et le commandant de la garde national Luis Rodríguez Bucio, signent un accord pour permettre à la garde nationale d'absorber progressivement les unités de la Police fédérale (et de facto la Gendarmerie nationale mexicaine) et de celle de la police navale, la police militaire de la marine mexicaine. Ceci devrait aboutir à terme à la disparition totale de la Police fédérale, afin de créer une super-institution réunissant les trois forces à moyen terme, capable de mieux lutter contre l'insécurité causée par la Guerre de la drogue et la corruption, l'infanterie de marine ayant jusqu'ici un rôle prépondérant à terre dans la guerre contre les cartels, en appui des forces civiles et son effectif est passé de 15 000 hommes en 2012 à 24 000 en 2017. L'idée est de limiter le nombre d'intermédiaires dans la chaîne de commandement, afin d'améliorer la coordination entre les différents types d'unités, tout en limitant les risques de corruption. Sur les 37 000 membres de la Police fédérale, il est prévu que 20 000 rejoignent la garde nationale, que 12 000 soient gardés en réserve pour la création de nouvelles corporations, et que les autres rejoignent l'Institut National de la Migration ou n'importe quelle autre administration fédérale dont ils feraient la demande et où ils pourraient être compétents (8 000 membres de la Police fédérale servant aux tâches administratives ou scientifiques). Les effectifs de la garde nationale devraient alors être répartis en 150 puis 266 divisions régionales à travers tout le pays. Après la cérémonie, le président Amlo passe en revue les dix-mille membres présents.

### Missions
Sa mission initiale est la lutte contre les cartels et le trafic, mais sa première mission démarre en juin 2019 avec la protection de la frontière sud du pays pour contenir les flux massifs de migrants qui tente de gagner ensuite les États-Unis avec le déploiement des 6 000 militaires achevé le 18 juin. De ses débuts opérationnels, le 1er juillet 2019, au 30 septembre 2021, la garde Nationale a dénombrée 239 affrontements dans lesquels elle a prise part,.

### Pertes
La garde nationale connaît sa première perte, le commandant Carlos Anastasio Juan (37 ans dont 20 ans comme militaire, marié, 3 enfants), le 10 août 2019 au cours d'un affrontement contre de probables tueurs à gage à Loma de Zempoala dans l’État de Guanajuato. Plusieurs des gardes nationaux qui l'accompagnaient sont blessés dans la fusillade. Selon eux, il se serait interposé pour essayer de protéger une femme et une adolescente, et aurait alors été touché. Une cérémonie militaire en son honneur a lieu dans l'une des bases militaires aériennes de Ciudad Ixtepec (Oaxaca), où il vivait, en présence de sa femme Tomasa Hernández et du général Martín Jiménez Olivera, commissaire de la garde nationale de l'État d'Oaxaca, avant que son cercueil soit amené au cimetière municipal.
| Année | Pertes | Note                                                                 | Source |
| ----- | ------ | -------------------------------------------------------------------- | ------ |
| 2019  | 12     | La garde nationale fait ses débuts opérationnels le 1er juillet 2019 | [ 21 ] |
| 2020  | 42     | N'inclue visiblement pas les morts naturelles                        | [ 21 ] |
| 2021  | 25     |                                                                      | [ 21 ] |
| Total | 79     | 79                                                                   | 79     |

### Résultats
Au cours des 239 affrontements armés qu'a menés la garde nationale entre le 1er juillet 2019 et le 30 septembre 2021, elle a abattu 100 assaillants et en a blessé 30. La presse relève alors un fait inhabituel : dans les conflits armés modernes le rapport mort-blessé est généralement d'environ 1 sur 4 (pour une personne tuée, il y a en moyenne quatre blessés), citant un manuel du Comité international de la Croix-Rouge, alors que dans les combats de la garde nationale, le rapport est inversé, l'institution tue plus de personnes qu'elle n'en blesse,.